# Републикански път III-2042
Републикански път IIІ-2042 е третокласен път, част от Републиканската пътна мрежа на България, на територията на област Търговище, Община Антоново. Дължината му е 9,7 km. Номерацията на пътя е изключение от правилото за номерирането на републиканските пътища в България, тъй като пътят се отклонява наляво от Републикански път III-204 и би трябвало номерът му да завършва с нечетно число.
Пътят се отклонява наляво при 66,1 km на Републикански път III-204 в село Добротица и се насочва на югоизток през най-североизточните части на Антоновските височини. След като премине през село Присойна слиза в дълбоката долина на Голяма река (десен приток на Стара река, от басейна на Янтра) и при село Любичево се изкачва на южната част на Лилякското плато. На 2,5 km североизточно от селото се свързва с Републикански път III-409 при неговия 15,4 km.
| Пътища, отклоняващи се надясно (населено място, № на пътя, посока на пътя) | km  | Пътища, отклоняващи се наляво (посока на пътя, № на пътя, населено място) |
| -------------------------------------------------------------------------- | --- | ------------------------------------------------------------------------- |
| Община Антоново, III-204, 66,1 km, с. Добротица ←                          | 0,0 | ← с. Добротица, 66,1 km, III-204, Община Антоново                         |
| с. Присойна                                                                | 2,7 | с. Присойна                                                               |
| с. Любичево                                                                | 7,2 | с. Любичево                                                               |
| (от 208,6 km на I-4) III-409, 15,4 km →                                    | 0,0 | → 15,4 km, III-409 (до с. Светлен)                                        |